# Port Logan
Port Logan est un village situé dans le Dumfries and Galloway, en Écosse.